# NGC 7465
NGC 7465 (również PGC 70295 lub UGC 12317) – galaktyka soczewkowata (SB0), znajdująca się w gwiazdozbiorze Pegaza. Odkrył ją William Herschel 16 października 1784 roku. Należy do galaktyk Seyferta typu 2.